# Ernst Schweninger

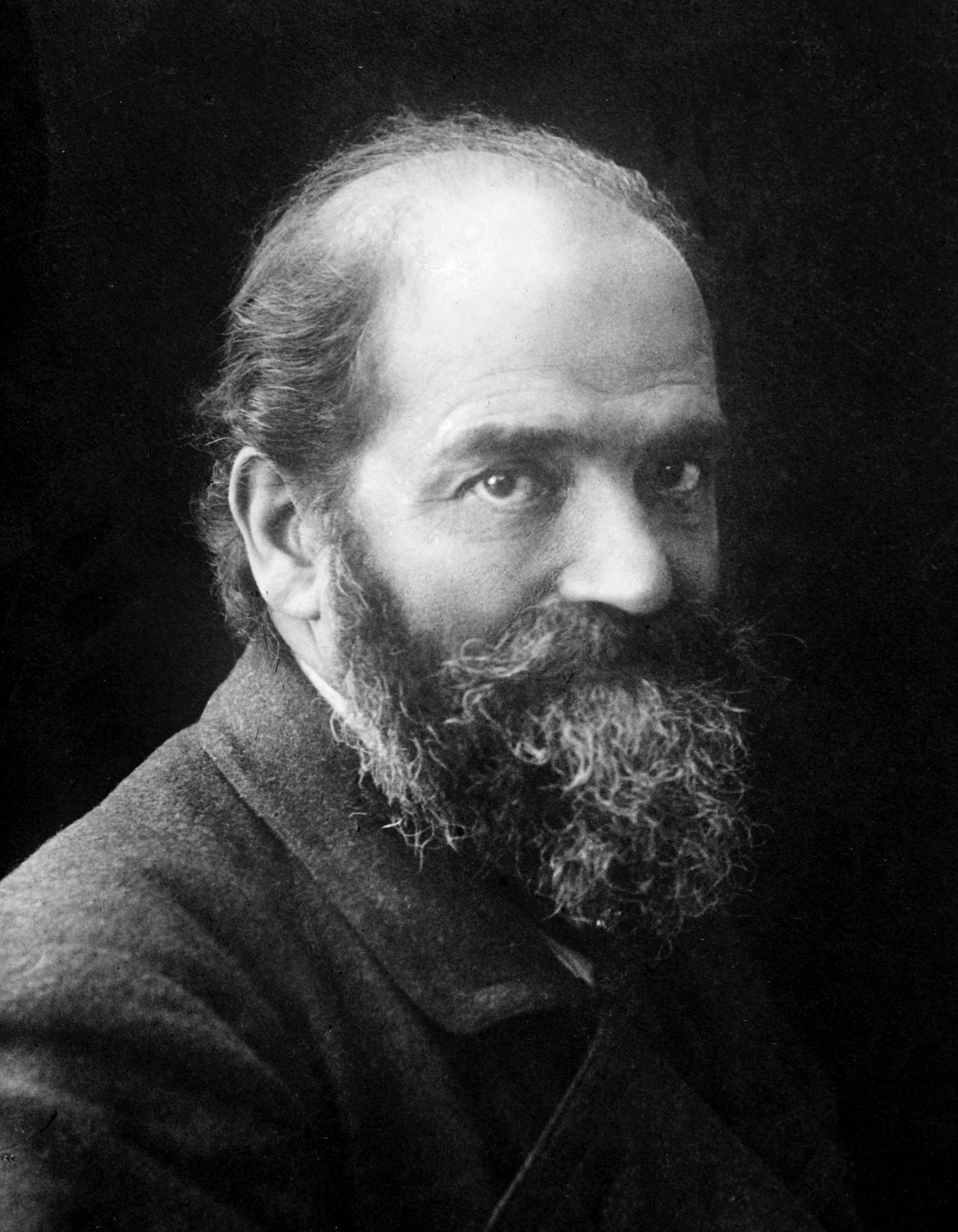
Ernst Schweninger

Ernst Schweninger (ur. 15 czerwca 1850, zm. 13 stycznia 1924 w Monachium) – niemiecki lekarz, osobisty lekarz Ottona Bismarcka.
Urodził się we Freistadt. Studiował medycynę na Uniwersytecie Ludwika i Maksymiliana w Monachium, w 1870 roku otrzymał tytuł doktora medycyny. W 1884 roku mimo sprzeciwu władz wydziału otrzymał katedrę na Uniwersytecie Fryderyka Wilhelma w Berlinie, głównie za sprawą wstawiennictwa Bismarcka.
W 1905 roku przeszedł na emeryturę. 

## Wybrane prace
- Dem Andenken Bismarcks (1899).